# Cima Panco
La Cima Panco est une montagne de 1 013 mètres d'altitude des monts Martani situés  à proximité d'Acquasparta, dans les Apennins, en Ombrie.